# Розчин Рінгера
Розчин Рінгера — фізіологічний розчин кількох неорганічних солей, таких як хлорид натрію, хлорид калію, хлорид кальцію, а також бікарбонату натрію. Розчин має більш «фізіологічний» склад (ближчий до складу плазми / «рідкої частини» / крові), ніж ізотонічний розчин натрію хлориду.

## Історія
Після першого застосування ізотонічного розчину натрію хлориду у 1881 році стало зрозуміло, що він не містить необхідного набору електролітів для підтримання гомеостазу. І вже 1882 року австралійський лікар і дослідник Сідней Рінгер (Sydney Ringer) запропонував новий електролітний розчин), який надалі став родоначальником класу збалансованих кристалоїдних розчинів.
У пошуках ідеального складу Рінгер проводив експерименти з різноманітними розчинами електролітів. У дослідах на ізольованому серці тварин він намагався створити розчин, який дозволяє підтримувати життєдіяльність серця у такій експериментальній моделі. Рінгер вивчав in vitro вплив складу кристалоїдної рідини на скоротливість серця. Створений Рінгером розчин дозволив коригувати порушення балансу електролітів, включаючи гіпокаліємію та гіпокальціємію. Окрім того, цей склад став базою для створення інших інфузійних препаратів, як то розчин Рінгера — Локка, розчин Гартмана, розчин Рінгера лактатний тощо.

## Склад
Натрію хлориду — 9 г, натрію гідрокарбонат, кальцію хлориду і калію хлориду — по 0,2 г, глюкози — 1 г, води для ін'єкцій — до 1 л.
Розчин Рінгера в 1 літрі містить такі катіони: 4 ммоль К+, 147 ммоль Na+, 4,5 ммоль Са++ та 160 ммоль аніонів Cl—. Його осмолярність ― 309 ммоль/л. Для порівняння осмолярність плазми крові ― 320 ммоль/л. В 1 л плазми крові міститься 142 ммоль Na+, 4 ммоль К+, 2,5 ммоль Са++ та 103 ммоль Cl–. При цьому в ізотонічному розчині NaCl міститься 154 ммоль/л іонів Na+. Тобто концентрація натрію в ньому сунадфізіологічна — вища від концентрації іонів натрію у плазмі крові. За функціональною класифікацією інфузійних препаратів розчин Рінгера належить до препаратів для відновлення ОЦК (протишокових), препаратів для корекції водно-електролітного балансу, розчинником для введення інших лікарських засобів та дезінтоксикаційних розчинів.

## Класифікація
За функціональною класифікацією інфузійних препаратів Розчин Рінгера належить до препаратів для відновлення ОЦК (протишокових), препаратів для корекції водно-електролітного балансу, розчинником для введення інших лікарських засобів та дезінтоксикаційних розчинів. Іншою розповсюдженою класифікацією є хімічна. Її основи були закладені ще Томасом Грехемом більш ніж 150 років тому. Він речовини поділяв залежно від їх здатності проникати через ендотелій. Це дало можливість поділити всі препарати для в/в введення на 2 великі групи ― розчини, які вільно проникають через ендотелій, ― кристалоїди, включаючи розчин Рінгера, та колоїди, які не можуть вільно проникати через ендотелій. За сучасною класифікацією розчинів кристалоїдів розчин Рінгера належить до сольових розчинів, які не містять органічних аніонів (Шлапак І. П. Та співавт., 2013), та до збалансованих кристалоїдних розчинів (Santi M. et al., 2015).

## Переваги над фізіологічним розчином
У результаті досліджень було встановлено, що введення розчинів кристалоїдів у об'ємах, що не перевищують 7 мл/кг/год, дозволяє мінімізувати кількість ускладнень та забезпечує більш високе виживання хворих після обширних оперативних втручань (операції на черевній порожнині, наприклад підшлунковій залозі, холецистектомія, колоректальна та судинна хірургія, ортопедичні оперативні втручання), ніж при застосуванні більших об'ємів інфузії.

## Застосування та дози
Застосовують для боротьби зі зневодненням при різних захворюваннях (холера, сальмонельоз, ешерихіоз, харчове отруєння, вірусні гастроентерити тощо), діареї різного походження; при гострих циркуляторних порушеннях (розладах кровообігу), що супроводжуються дегідратацією (зневодненням), при опіках, геморагічному (що виникає через крововтрату), операційному і післяопераційному шоці, перитоніті (запаленні очеревини) тощо. Розчин вводять внутрішньовенно крапельно або, іноді, струминно. Раніше розчин готували безпосередньо перед введенням, з кінця XX століття використовують розчини, виготовлені на фармакологічних підприємствах, що мають тривалий термін збереження і перед вливанням підігріваються до температури людського тіла (36-38 °C).
Доза призначається лікарем і залежить від віку, маси тіла, клінічного стану пацієнта та лабораторних показників. Звичайна доза для дорослого становить до 1–2 л на добу; максимальна доза залежить від стану водно-електролітного балансу, серцево-судинної системи та нирок. Швидкість інфузії для дорослих — 60–80 крапель/хв або струминно.
Перед використанням парентеральні препарати слід візуально перевіряти на наявність частинок та зміну кольору.
Дослідження щодо застосування Розчину Рінгера дітям не проводилися.

## Протипоказання, побічні ефекти
Протипоказання.
- Позаклітинна гіпергідратація або гіперволемія;
- гіпертонічна дегідратація;
- гіперкаліємія;
- гіпернатріємія;
- гіперкальціємія;
- гіперхлоремія;
- гіперкоагуляція;
- тромбофлебіт;
- метаболічний алкалоз;
- тяжка ниркова недостатність (з олігурією/анурією);
- декомпенсована серцева недостатність;
- тяжка артеріальна гіпертензія;
- генералізовані набряки (у тому числі набряк легенів, мозку) та асцит, спричинений цирозом печінки;
- одночасне застосування з глікозидами наперстянки.

Побічні реакції
Можуть спостерігатися порушення обміну електролітів (калію, кальцію, натрію, хлору), хлоридний ацидоз, гіпергідратація, зміни у місці введення, тахікардія, реакції гіперчутливості, алергічні реакції або анафілаксія/анафілактоїдні симптоми.
При застосуванні Розчину Рінгера часто спостерігались такі побічні реакції:
- гіпергідратація, серцева недостатність у пацієнтів із серцевими розладами, набряк легень;
- порушення обміну електролітів.

Побічні реакції можуть бути пов'язані з технікою введення, зокрема пропасниця, інфекції, біль або реакції в місці введення, подразнення вен, венозний тромбоз або флебіт, що поширюється від місця ін'єкції, крововилив (екстравазація). Побічні реакції можуть бути пов'язані з лікарським засобом, який додають до розчину і якийвизначатиме ймовірність будь-яких інших небажаних ефектів. У разі виникнення побічних реакцій введення розчину слід припинити, оцінити стан пацієнта і надати відповідну допомогу.